# Русификација Украјине
Русификација Украјине (укр. Русифікація України, такође зросійщення) — скуп радњи и услова усмерених на јачање руске националне политичке супериорности у Украјини и међу Украјинцима, путем преласка или преласка лица неруске националности на руски језик и руску културу уз њихову каснију асимилацију. Украјина и Белорусија су земље које су највише погођене русификацијом.
Русификација је настала у време Руске империје, затим је обновила своје постојање у време Совјетског Савеза и интензивирала се за време владавине Владимира Путина на територијама које је Русија окупирала. То се манифестовало не само у измештању матерњег језика и његовој замени руским, већ и у промени презимена (руски завршетци и акценти су обично додавани украјинским презименима у документима), као и у реконструкцији локалне архитектуре и уништавање сакралних објеката.

## Хронологија
- 1690. Забрана руске православне цркве парохијских књига штампаних на украјинском књижевном језику тог времена и први случајеви њиховог уништавања (Ова политика је почела одмах након преласка украјинских козака под протекторат Русије) [3]
- 1720. Указ Петра Великог о забрани штампања књига на украјинском језику у штампаријама у Кијеву и Чернигову[4]
- 1764. Упутство Катарине о русификацији Украјине, Смоленска (етничка белоруска територија), Балтичких држава и Финске[5][6]
- 1784. Потпуна забрана основног образовања на украјинском језику на територији Руске империје.
- 1786 Забрана употребе украјинског језика у верским службама и наставе украјинског језика у високошколским установама
- 1831. Укидање магдебуршког права у градовима, што је онемогућило вођење судских поступака на украјинском језику.
- 1862. године Украјинске парохијске школе су затворене. Обустављено је издавање украјинског књижевног, научног и политичког часописа „Основа“.
- 1863. године Указ Петра Валујева у коме је он изјавио да „украјински језик није постојао, не постоји и не може постојати, а ко се не слаже, непријатељ је Русије“.[7]
- 1876. Емски указ. Забрана увоза украјинских књига из иностранства, забрана потписивања украјинских текстова под нотама, забрана украјинских наступа. Током концерта, хор Миколе Лисенка је био приморан да пева украјинску народну песму „Киша“ на француском [8]
- 1881 године. Закон који дозвољава да се речници штампају на украјинском, али руским правописом
- 1887. Цензор је вратио рукопис граматике украјинског језика не прочитавши га, написавши аутору да „није потребно дозволити објављивање граматике језика који је осуђен на непостојање“.
- 1888. Указ Александра III „О забрани употребе украјинског језика у званичним установама и крштења деце украјинским именима“.
- 1889. Током археолошког конгреса у Кијеву, било је дозвољено читање говора на свим језицима осим украјинског.
- 1882. Руска влада налаже цензорима да стриктно прате неприхватање украјинских књижевних превода са руског језика.
- 1894. Забрана увоза украјинских књига из иностранства.
- 1895 Забрана издавања украјинских књига за децу
- 1903. На отварању споменика писцу Ивану Котљаревском у Полтави није се смело говорити на украјинском.
- 1905. Кабинет министара Русије одбио је захтев кијевског и харковског универзитета да се укине забрана украјинског језика, називајући то „непрактичним“.
- 1906. и 1907. Затварање листа на украјинском језику „Просвита“ у Одеси и Николајеву.
- 1908 године. Декрет Сената да је „унапређење образовања у Украјини штетно и опасно за Русију“.
- 1910. Столипинов декрет о укључивању Украјинаца у категорију странаца и о забрани стварања било каквих украјинских политичких организација.
- 1913. Директор Кијевског образовног округа издао је упутство којим се забрањује ђацима и студентима да присуствују украјинским позоришним представама.
- 1914. Забрана прославе 100. годишњице рођења главног украјинског писца Тараса Шевченка [9]
- 1922. После совјетско-украјинског рата ликвидација листа „Просвита“ на Кубану и у другим местима становања Украјинаца који су били у саставу Совјетске Русије.
- 1929. Прва хапшења интелигенције (испоставило се да је „украјинизација“ у СССР-у извршена 1920-их да би се идентификовале будуће жртве репресије)
- 1933. Током Холодомора, објављен је Стаљинов телеграм о крају украјинизације.
- 1937. Убиство представника украјинске интелектуалне елите од стране совјетских специјалних служби, названо „црвена ренесанса“ [10] [11].
- 1938. Резолуција Кремља о обавезном учењу руског језика у школама Совјетске Украјине.
- 1958. Резолуција Пленума ЦК КПСС о преласку украјинских школа на руски наставни језик. 17. септембра 1959. Врховна рада Украјинске ССР усвојила је одговарајућу резолуцију.
- 1961. 22. конгрес Комунистичке партије — нови програм партије о „уједињењу нација у један совјетски народ“.
- 1970. Наредба Министарства просвете Украјинске ССР да се све дисертације пише и брани само на руском језику.
- 1975. Радови украјинских писаца су објављени у скраћеном облику због совјетске цензуре
- 1980. Нова хапшења украјинске интелигенције и дисидената, који су потом послани на казнену психијатрију.
- 2014. Школе на територијама источне Украјине под руском окупацијом прешле су на руски наставни језик. Руска војска је конфисковала и јавно спаљивала украјинске књиге, уништавала споменике украјинским козацима [12]
- 2016. Након 2 године руске окупације Крима затворене су школе на украјинском језику. Од 2016. године ради само једна школа украјинског језика. Формално, учење украјинског језика је дозвољено, али су неформално слични покушаји активно блокирани [13]
- 2019. Последња декларисана украјинска школа је преформатирана – и, према речима родитеља, у „декларисаној“ украјинској школи, де факто, сви предмети се изводе на руском језику.[14]
- 2022. Говор посланика Државне думе Јевгенија Федорова председнику Министарства науке Руске Федерације у вези са оснивањем Института за регулисање стандарда украјинског језика у Русији.[15] Руске трупе су на привремено окупираним територијама конфисковале и уништавале украјинску литературу и украјинске уџбенике историје и приморале градске наставнике да у школама спроводе образовни процес искључиво на руском језику.[16] Окупационе власти на Криму су 2022. године створиле такозване кампове за преквалификацију наставника са циљем да их преведу на „руске стандарде образовања“.[17][18]
- 2023. На привремено окупираним територијама Руси уклањају украјинске књиге чак и из фондова општих и школских библиотека и спаљују их у котларницама [19]